# Luchino Visconti
Luchino Visconti di Modrone (2. november 1906 i Milano – 17. marts 1976 i Rom) var en italiensk film- og teaterinstruktør, aristokrat og rig: Moderens familie var af højborgerlig herkomst (medicinalfirmaet Erba). Begge forældrene var meget smukke. Luchino Visconti benyttede sig aldrig af sin grevetitel, ligesom Modrone-navnet aldrig figurerer i forbindelse med hans kunstneriske virksomhed.
Faderen var hertug af Milano. Viscontislægten kan spores tilbage til i år 774. Den første Visconti var konge af Lombardiet og svigerfar til den første tysk-romerske kejser, Karl den Store. I middelalderen huserede Viscontierne som despoter i Norditalien og er omtalt i Dantes Guddommelige Komedie. Modronenavnet skyldes Napoleon .
Hans bedst kendte film er Leoparden, De lange knives nat og Døden i Venedig. Andre film er socialt indstillede ofte indignerede samtidskildringer i sort-hvid. "Rocco og hans brødre" var dén film, han selv holdt mest af, måske fordi handlingen foregår i barndombyen Milano.
I det meste af 1930'erne boede han i Paris (han talte flydende fransk). Omkring 1934 flirtede han med nazismen, men hans homoseksuelle kæreste, tyskeren Horst P. Horst, som magasinet Vogue netop var ved at promovere som modefotograf, fik ham på andre tanker. På omtrent samme tid kom han i kontakt med den kendte filmskaber Jean Renoir, der var en prominent kommunist.
Visconti var en ekstremt sammensat personlighed; integreret i sin samtid bortset fra tiden under og lige efter 2. verdenskrig, i sig selv og i sit professionelle virke. På sine gamle dage koketterede han med (fx i et interview med David Bailey i portrætfilmen Bailey On), at han var dekadent.
"Décadent? Det behager mig meget vel! Det ville bekymre mig mere, hvis man anklagede mig for futurisme!"

## Livsførelse
Luchino Visconti blev kommunist omkring midten af 1930'erne – og partisan under 2. verdenskrig. Han blev arresteret og forhørt af Roms brutale fascistiske politichef Pietro Koch i den tyske okkupations sidste tid. Efter Roms befrielse medvirkede Visconti med en dokumentarfilm "Giorni di Gloria" (Glorværdige dage) om processen mod de fascistiske gangstere – og med sig selv i vidneskranken. (Filmen er ikke tilgængelig på DVD).
Visconti var resten af livet medlem af Italiens Kommunistiske Parti (PCI) og stod på god fod med flere af partiets spidser; han var æresvagt, da den mangeårige partisekretær for PCI, Palmiero Togliatti døde i 1964.
Den italienske krise er baggrunden for hans film fra 1974, Vold og lidenskab (Conversation Piece). (Krisen: PCI var det næststørste politiske parti. Det var i begyndelsen af 1970'erne i koalition med det noget mindre PSI (socialdemokraterne) og så tæt på regeringsmagten, at højrefløjen forsøgte et statskup. Den ene regeringskrise afløste den anden, blokkene stod skarpt over for hinanden, og deres ekstremister kastede bomber. Italien var dog frem til 1976 Sydeuropæiske eneste demokrati).
Filmen er paradoksalt nok er hans mest intimt private og bekendende måske bortset fra Sandra med søskendeincest-problematikken.
De lange knives nat er med sin spektakulære mondænitet et veritabelt katalog i perversiteter; den handler ikke om Viscontis egen familie, men om det tyske ståldynasti Krupp og den pinagtige rolle, Krupp spillede ved Hitlers magtovertagelse i 1933 (der er filmens omdrejningspunkt). Visconti opholdt sig i Tyskland under De lange knives nat i juni 1934; den tyske zeitgeist, der konsoliderede Hitlers magt, havde Visconti i personlig erindring.
I løbet af den kolde krig udviklede Visconti, påvirket af den tyske forfatter Thomas Mann (1875-1956), en social-liberal humanisme og tog afstand fra Sovjets invasion i Ungarn 1956 og i Tjekkoslovakiet i 1968. Han blev på sine gamle dage konservativ katolik og foranstaltede private messer på latin. Og det efter Det andet Vatikankoncil, der vedtog folkesprog i liturgien. Latin måtte nu kun anvendtes i enkelte messeled.
Visconti var homo- eller biseksuel i ungdoms- og manddomsårene med talrige elskere og elskerinder. Han blev aldrig gift og efterlod sig ingen børn. Kunstnerne var hans børn, teatret, filmen og operaens verden var hans valgslægtsskaber. Men han bevarede en nær kontakt til sine søskende, især lillesøsteren Uberta (1918-2003), der deler grav med Luchino Visconti på Ischia (i Napolibugten). Visconti havde et landsted, La Colombaia ("dueslaget"), på denne ø. Det var en saracensk fæstning, der blev ombygget omkring år 1900 og er indrettet som Visconti-museum. hjemmeside.
Forholdet til faderen var anstrengt især efter forældrenes skilsmisse. Moderen døde i 1939 i Cernobbio ved Comosøen, faderen i 1941 i Rom. Luchino arvede faderens villa på Via Salaria i Rom og boede her til 1972. En bror mistede livet ved fronten i Afrika under 2. Verdenskrig.

## Baggrund
Opvokset i en stor søskendeflok i Milano som søn af hertugen af Milano i en af Italiens rigeste familier mødte han i hjemmet kulturpersonligheder som Giacomo Puccini, Arturo Toscanini og Gabriele D'Annunzio. Familien var dysfunktionel: især faderen havde mange erotiske sidespring. Luchino klarede sig dårligt i skolen sad, siger han, "på de bagerste bænke" og tog ingen eksamen, men brugte al sin tid med – uden for pensum – at læse skønlitteratur, overvejende romaner. Havde allerede som 14-årig læst Shakespeares samlede værker. I 1927 gjorde han første omgang oprør ved at uddanne sig til kavaleriofficer i det kongelige savojardiske husarregiment i Pinarolo. Her udviklede han en sand lidenskab for heste og var i midten af 1920'erne en velkendt galoptræner.

## Kunstnerisk virke
Karakteristisk for Viscontis film er tematikken og valget af location. Selv ved studieoptagelser (Hvide nætter og Vold og lidenskab består udelukkende af studieoptagelser) er realismen fremtrædende: der er ikke noget kulissepræg, men en nærmest penibel realisme, der altid er æstetisk, repræsentativ og måske derfor både melankolsk – og underholdende. Der er noget at se på. Instruktionen af skuespillerne er også i særklasse. Bortset fra det fremherskende sociale aspekt er Viscontis film outrerede – med en skønhedskult, der er inspireret af Antikken.[kilde mangler]
Via modeskaberen Coco Chanel blev Visconti, der var en fremtrædende galoptræner, medarbejder hos filminstruktøren Jean Renoir ved Une partie de campagne fra 1936. Hans dokumentariske Toni (1935) havde gjort et uudsletteligt indtryk på Visconti og satte sig spor i Rocco og hans brødre, Viscontis storbymelodrama om immigranter på samfundets bund og fremmede fugle, der vånder sig under højkonjunkturen i efterkrigstiden. Den er fra 1961.
Efter en tur til Hollywood i 1938, hvor han forfærdedes ved det producentstyrede studio-system, genoptog han samarbejdet med Renoir om filmen Tosca, som de på grund af krigen ikke fik færdiggjort. Takket være sin forbindelse med Vittorio Mussolini (Benito Mussolinis søn), der under det fascistiske diktatur kontrollerede landets kulturliv, fik han frie hænder til i 1943 at skabe den første neorealistiske film Ossessione (Besættelse), som var bygget over James Cains roman Postbudet ringer altid to gange. Vittorio Mussolini var også redaktør for det avantgardistiske filmtidsskrift Cinema og gav nærmest Visconti carte blanche til at skrive, hvad der passede ham. Det var her, at Visconti kom i kontakt med Michelangelo Antonioni.
I Jorden skælver (1948-49) brugte han naturen med silhuetten af de berømte klipper ved indsejlingen til Aci Trezza som "gigantkulisse". I et socialt skæbnespil viser han fattige fiskeres kamp for bedre levevilkår (de køber deres egen båd) på et Sicilien, hvor tiden nærmest har stået stille siden oldtiden. Martin Scorsese anfører i sin film om neorealismen, at Jorden skælver er inspireret af den socialrealistiske trediverklassiker Man of Aran, men betingelserne er hos Visconti endnu mere udsigtsløse og personerne endnu mere forsvarsløse mod den historiske udvikling (progressivitet). Alle skuespillerne er amatører: fiskerbefolkningen spiller sig selv. De primitive, forkuede daglejere fremstår med forbløffende værdighed, næsten som menneskelige gentagelser til de stolte klipper uden for havnen. De er proletarer, der i brede, realistiske strøg skildres med hjerteskærende empati. Jorden skælver er det nærmeste, Visconti kom propaganda-film; filmen var bestilt af det kommunistiske parti til brug i den forestående valgkamp. Filmen tjente aldrig sit formål, for optagelserne blev forsinket af finansielle problemer: Hele Aci Trezza stod på den anden ende for filmen og kunne derfor ikke tjene til dagen og vejen. Visconti var nødt til at sælge sin mors smykker for at færdiggøre filmen.
I sin egenskab af teaterinstruktør gik Visconti i en stor bue uden om Bertolt Brecht, som han overlod til sin teaterkollega Giorgio Strehler. Selv kulturradikalisten Henrik Ibsen var også for meget.
I 1954 forlod han neorealismen med det historiske melodrama Sansernes rus. Perioden 1954-1965 danner en overgangsfase mellem de sene periodefilm i farver og samtidsskildringerne, der med undtagelse af Vold og lidenskab var i sort-hvid (De to episodefilm Il lavoro og Streghe bruciata viva (dvs. hekse brændes levende") er i farver).
Sandra fra 1965 er hans afsked med sort-hvid. Et noget stillestående kammerspil efter et originalt manuskript der med baggrund i de vesttyske Auschwitz-processer omkring 1964 forener den franske eksistentialistiske filosof Jean-Paul Sartres (dramaet Fangerne fra Altona med sin holocaust-problematik) med Viscontis ven og filminstruktør Michelangelo Antonionis skildringer af de moderne livsvilkår. Sandra har et vist avantgardistisk præg og er i både stil og emnevalg påvirket af skandinaviske instruktører som Vilgot Sjöman og Ingmar Bergman.
Allerede med Leoparden (1963), som byggede på Giuseppe Tomasi di Lampedusas roman, tog Visconti fat på mere personligt stof: aristokratiets uafvendelige undergang. Med stjernerne Burt Lancaster, Alain Delon og Claudia Cardinale i hovedrollerne og trods selskabet Twentieth Century-Fox' hårdhændede beskæringer (bl.a. en engelsksproget adaption beregnet for det amerikanske marked) fik filmen stor international succes. Visconti var så utilfreds med selskabets behandling af filmen, at han fralagde sig ethvert ansvar for den. Leoparden har efter Viscontis død fået repremiere i et directors cut.
De lange knives nat fra 1969 er endnu et eksempel på Viscontis forkærlighed for at beskrive skønheden i de riges dekadente ødselhed og undergang, samtid med at filmsproget er et udtryk for den ødsle skønhed og undergang, som er dens morbidt diabolske triumf. Denne gang om en repræsentant for den nye adel, en tysk industribarons og hans families opløsning og undergang i tiden omkring den nazistiske magtovertagelse i Tyskland. Visconti betegnede selv filmen som "opera" med sekvenser, der er nærmest dokumentariske. Især slutningen af filmen er meget stilfuld og særdeles makaber.
I 1971 kom endnu en undergangsvision Døden i Venedig. Hvor det i Leoparden var adelen, i De lange knives nat kapitalisterne er det nu en komponist, der repræsenterer en epokes moralske og fysiske død. Det særprægede er den konstante vekslen mellem neurotisk subjektivitet og en nietzscheansk overlegen og kaotisk objektivitet. En vekslen mellem apollinsk og dionysisk holdning indtil døden kaster sit sidste slør.
Filmen vakte opsigt. Den var en filmatisering af Thomas Manns bog fra 1912) og med en handling, der på en mærkelig kysk måde drejer sig om erkendt homoseksualitet og måske pædofili. Den forbinder det prægtige billedsprog og den genialt valgte musik (adagiettoen fra Gustav Mahlers femte symfoni. Gustav Mahler er angiveligt model for både Thomas Manns fortælling og for Viscontis film). Døden i Venedig (både novellen og filmen) er den homoseksuelle pendant til den heteroseksuelle kærlighedsmyte om Tristan og Isolde.
I 1972 fuldendte Visconti sin "tyske trilogi" med storfilmen Ludwig om Bayerns konge med udstrakt brug af locations (bl.a. Ludwig II's eventyrslotte). Helmut Berger spillede hovedrollen. Under finredigeringen af denne overdådige film fik Visconti et alvorligt slagtilfælde, der lammede ham i venstre side. Han genvandt aldrig sin fysiske styrke. Men hans arbejdsmoral fejlede ikke noget.
Ludwig blev sablet ned af kritikerne, men har siden vundet klassikerstatus i en posthum uforkortet (ca. fire timer lang) version. Desværre for denne prægtige Technicolor- og Panavisionfilm kun i lommeformatet DVD. Der ligger en ironi i, at den unge klippeassistent, der på filmdistributørernes foranledning - og ikke sanktioneret af filmens instruktør - nedklippede 'Ludwig' til skønne, men uforståelige og lemlæstede versioner, hvor den lineære kronologi var brudt op i flash-back i flere lag, og ikke var sanktioneret af Visconti, der under klipningen af den første version pådrog instruktøren sig lykkelvis et slagtilfælde (der ham førligheden) og apopleksi, og efter den hårde rekonvalecens i 1972-73 var optaget af at instruere en skandaleopsætning et stykke af Harold Pinter (Old Times) og Puccinis opera Manon Lescaut til Spoletofestivalen 1973. Den lange udgave af Ludwig, versione integrale, som er tilgængelig i dag på Youtube og dvd (i tyske, italienske eller franske versioneringer af den engelsksprogede film (for så vidt indspilningssproget var engelsk - men også her for store dele dubbet). Den engelsksprogede version er imidlertid ikke tilgængelig og findes formodentlig ikke med de oprindelige synkroniserede stemmer, eftersom denne versione integrale - der følger det publicerede manuskript - først blev stykket sammen efter Viscontis død, da hans gamle medarbejdere erhvervede filmrettighederne - og fraklippene, der ikke var forsynet med lyd
I 1974 vendte Visconti for sidste gang tilbage til sine samtidsskildringer med den pessimistiske, urovækkende og let sentimentale Conversation Piece (da. premiere i december 1975 under titlen Vold og Lidenskab)  med "professoren", et maskeret selvportræt, spillet af Burt Lancaster. karakteren som den tyske 68'er og aktiv i studenteroprøret, Konrad Hübel, spillet af Helmut Berger, er nu degenereret til "frequent dancing partner" og "the lady's little lap dog" og "lover and kept boy" for sin elskerinde, som han i telefon kalder for Madame marquise de Merde, nemlig furien Bianca Brumonti (Silvana Mangano). Conversation Piece er på en måde en opdateret version af Døden i Venedig, men udelukkende med realistisk fremtrædende studieinteriører som rammen om tematisering af isolation, ensomhed som fremrykket glider direkte over i døden, Marcel Prousts hovedtema, der var Viscontis egen vision af sin forestående død, som den kunne udforme sig.
Få måneder efter Viscontis død havde filmatiseringen af D'Annunzios Den uskyldige premiere på Cannes-festivalen i 1976. (Romanen fra 1891 er i 1900 oversat af Palle Rosenkrantz. Filmen, som, med sin mærkelige stemningsdyrkelse og på samme tid radikale (neorealistiske) skildring af Fin de Siecle-epokens overdådige pragt og korrumperede kynisme med Nietzsche-inspireret menneskedyrkelse hos helten, kan betragtes som den perfekte slutsten (med romantisk efterklang) på Viscontis livsværk. L'innocente udspiller sig blandt de unge, smukke og rige i Italien anno 1890 og forener det realistiske fra instruktørens sort-hvide samtidsskildringer med det melodramatiske fra hans periodefilm (eller omvendt), i en periodefilm, der ikke på nogen måde er støvet, men er uden sammenligning i sin rekonstruktion af en epoke (Geoffrey Nowell Smith i sin filmografi i udgaven fra 2003).
I årene op til 1972/73 arbejdede Visconti på en filmatisering af dele af Marcel Prousts roman På sporet af den tabte tid. Filmen, der skulle have afsluttet Viscontis filmkarriere, skulle være indspillet på fransk, men blev af forkellige ikke til noget, selv om det var meget tæt på. Manuskriptet foreligger i bogform på forskellige sprog. Det samme gælder Viscontis - i et helt andet miljø - den ramsaltet realistiske (Genet-påvirkede) roman fra ca. 1940, Angelo, udgivet posthumt og oversat til forskellige verdenssprog.

## Faste medarbejdere
Manuskriptforfatterne Suso Cecchi d'Amico, der døde i 2010 i høj alder, og Enrico Mediolo medvirkede ved de fleste af Viscontis film. Ofte arbejdede en helt kollektiv på filmmanuskripterne. Visconti og Michelangelo Antonioni arbejdede i 1950'erne på manuskripter til film, der aldrig blev til noget.
Fotograferne var G.R. Aldo (der omkom i en bilulykke i 1954), Giuseppe Rotunno i ti år og derefter på skift Armando Nannuzzi og Pasqualino de Santis.
Fast Camera Operator (kamera assistent) var Nino Christiani.
Kostumedesigneren var som regel Piero Tosi og scenografen (art director, production designer) Mario Garbuglia. De medvirkede også ved nogle af Viscontis teateropsætninger hvor Visconti ikke holdt sig fra at gå på malersalen på lærredet udspændt på malersalens gulv med den langskaftede pensel i hånden (fx til Richard Strauss' opera Salome ved Spoleto-festivalen i 1961. En tilbagevendende scenograf på teatret er Mario Chiari, der var en ven fra partisantiden under verdenskrigen.
Viscontis første filmklipper var Mario Serandrei. Den anden – fra og med De lange knives nat var Ruggero Mastroianni (en broder til den berømte skuespiller Marcello Mastroianni, der spiller den mandlige hovedrolle i to Visconti-film, Hvide nætter og Den fremmede. Han var meget tidligere på de skrå brædder med Shakespeares As You Like It med scenografi af Salvador Dalí, Troillus og Cressida (med scenografi af Franco Zefirelli. Han spillede også Arthur Miller (En sælgers død) – i Viscontis scenografi og i det ene (efter Mastroiannis opfattelse kedelige) Tjekhov-stykke efter det andet. Mastroianni var – sagt i et interview – "som en kåd pony mellem alle de garvede teaterheste", nemlig samtlige efterkrigstidens bedste italienske skuespillere.)
Viscontis filmkomponister var fortrinsvis Nino Rota og senere hen svogeren Franco Mannino, som han lod skrive en opera med vennen Enrico Medioli som librettist. Det var i den lykkelige tid omkring Leopardens færdiggørelse og dens positive modtagelse i Cannes. Men i grunden foretrak Visconti eksisterende musik som Anton Bruckner, Gustav Mahler, Richard Wagner og César Franck garneret med Mozart og Liszt samt popmusik som akustiske dekorations-elementer.

## Teaterarbejdet
Parallelt med sit virke som filminstruktør stod Visconti for talrige teateropsætninger af både moderne og klassiske stykker. L-De beløer sig til fyrre skuespil og heve te operaer (herunder et par balletter eller dasehanliner). Ligesom Bergman (og til en vis grad Fassbinder) har Visconti i lige høj grad arbejdet med film som med skuespil, opera og ballet. Men det er af gode grunde filmene de huskes for, med filmens evne til at sætte tiden i stå.
Teateriscenesættelserne tog fart umiddelbart efter befrielsen i 1945, da det italienske publikum blev introduceret for Jean Cocteau, Ernest Hemingway og andre, som den fascistiske censur havde forbudt. Hans ry som "overdådig instruktør" begynder med Shakespeares Roslinder or As You Like It (Som man behager) med scenografi og kostumer af ingen ringere end Salvado Dalí
I 1950'erne instruerede han på La Scala i Milano sopranen Maria Callas i nogle berømte operaopsætninger: Spontinis La Vestale 1954, Verdis La Traviata 1955, Donizettis Anna Bolena, Glucks Iphigenie en Tauride og Bellins La Sonnambula. I 1961 skulle han instruere Donizettis Poliuto, men sprang fra pga. indblanding af den italienske stat. På andre internationale, europæiske operascener gjorde han sig bemærket, især med Verdis Don Carlos på Covent Garden i London, og opsætninger af Falstaff og Il Trovatore. (Kun en sen genoptagelse af Don Carlos fra 1983 er bevaret på dvd). Desuden medvirkede han gennem en lang årrække helt til 1973 som operainstruktør til Spoleto-festivalen (Festival dei due Mondi ).
Fra 1958 til 1973 stod han for opsætninger til Spoletofestivalen (Festival of Two Worlds).

## Omgangskreds
Blandt Viscontis mange venner er komponisten Hans Werner Henze, modedesigneren Coco Chanel, multigeniet Jean Cocteau, skuespilleren Sir Lawrence Olivier, filminstruktøren Michelangelo Antonioni, dirigenten Leonard Bernstein og de trofaste medarbejdere Suso Cecchi d'Amico og Enrico Medioli. Burt Lancaster etc.
Han kom ikke særlig godt ud af det med sin modpol i italiensk film, Federico Fellini. Men de lod sig dog fotografere sammen og respekterede hinandens forskelligheder. Til vennekredsen hører de anonyme, hemmelige og diskrete venner ikke mindst fra kunstnermiljøet og adelen. Visconti var meget knyttet til sin søster Uberta.
I de første efterkrigsår traf han i forbindelse med sine teaterpremierer nobelprismodtageren Thomas Manns søn Klaus Mann, der var amerikansk soldat, forfatter og homoseksuel lige som Visconti; han havde skrevet en lille roman om Bayerns kong Ludwig II., "Vergittertes Fenster". Den gav Visconti ideen til en film om den excentriske monark (filmen blev dog først til noget et kvart århundrede senere, Ludwig fra 1973. Klaus Mann foranstaltede et møde med sin aldrende og sygdomssvækkede far, der smigret gav tilladelsen til dels en ballet efter novellen Mario og troldmanden dels til en filmatisering af Døden i Venedig (filmen blev først indspillet i 1970 med premiere det følgende år.)
I begyndelsen af 1950'erne plejede Visconti omgang med den vanskelige, grænsepsykotiske skuespillerinde Anna Magnani, som havde spillet hovedrollerne i Bellissima og episodefilmen Siamo donne. Han skulle derefter instruere hende i den første italienske farvefilm Guldkareten. Men hendes stærkt lunefulde og voldsomt opfarende temperament blev for meget for Visconti, der overlod projektet til sin gamle ven fra parisertiden, Jean Renoir.
Visconti havde et nært forhold til flere af sine skuespillere, blandt andet briten Dirk Bogarde, amerikaneren Burt Lancaster, østrigeren Romy Schneider (1938-82) og franskmanden Alain Delon. De fik alle to roller i forskellige film. Romy og Delon dannede søskende-kærestepar i Viscontis opsætning af et elizabethansk drama på vers på Thêatre de Paris i 1961.
Visconti havde fra 1964 til 1975 et kompliceret forhold til sin samlever, den unge østriger Helmut Berger, der spiller hovedrollen i flere af hans film, bedst i Ludwig.
Visconti er også sat i forbindelse med den tyske skuespiller Udo Kier.
Maria Callas var i 1950'erne ifølge Visconti platonisk forelsket i ham. De fandt frem til en særlig form for forelsket venskab, der tillod dem at arbejde perfekt sammen og at omgås, som om de havde været lykkeligt gift i mange år.
Den internationale filmstjerne og store skønhed Romy Schneider var hemmeligt forelsket i den noget ældre Visconti.
Viscontifamiliens medicinalkoncern Erba fusionerede i 1997 med det svenske Pharmacia, der nu er opslugt af Pfizer.
Luchino Viscontis nevø, Eriprando Visconti var også filminstruktør.

## Filmliste
- Ossessione (Besættelse), 1943
- Giorni di Gloria, dokumentarfilm 1945
- La Terra trema (Jorden skælver), 1948
- Appunti su un fatto di cronaca nyhedsindslag i Documento Mensile no. 2, 1951
- Bellissima (1951)
- Siamo donne (Vi kvinder, episode Anna Magnani), 1953
- Senso (Sansernes rus), 1954
- Notti bianche (Hvide nætter), 1957
- Rocco e i suoi fratelli (Rocco og hans brødre), 1960
- Boccaccio '70, frit baseret på Boccaccios Decameron. (episode Il lavoro) (1961)
- Il Gattopardo (Leoparden), 1963
- Vaghe stelle dell'Orsa... (Sandra), 1965
- Lo straniero (Den fremmede), 1967 – baseret på Albert Camus' roman Den fremmede)
- Le streghe] (Heksene), (episode La strega bruciata viva) 1967
- La caduta degli dei – engelsk titel: "The Damned" (De lange knives nat), 1969
- Alla ricerca di Tadzio] (TV-film om jagten på drengen fra "Døden i Venedig".), 1970
- Morte a Venezia (Døden i Venedig), 1971
- Ludwig (Ludwig) – tysk titel: (Ludwig II.), 1972 (prod. copyright 1973 - filmen havde urpremiere i januar 1973) - (versione integrale 1978)
- Gruppo di famiglia in un interno] (Vold og lidenskab), engelsk titel: "Conversation Piece". 1974
- L'Innocente (Den uskyldige), 1976

Stort set alle filmene er tilgængelige på DVD, dvs. med undtagelse af Lo straniero. Visconti afskrev selv denne film.
Cinemateket (Det dansk Filmmuseum) i Gothersgade i København), kørte i maj-juni 2002 en kavalkade med Visontis film. Nøjagtig 11 år senere, i maj, jnu og august, gentager historien sig.